# Юхары-Салахлы
Юхары-Салахлы (азерб. Yuxarı Salahlı) — село в Газахском районе Азербайджана. Расположено на равнине на берегу Куры.
Прежнее название Салахлы. Село Юхары-Салахлы (Верхнее Салахлы) стало именоваться так после образования в 1867 году села Ашагы-Салахлы (Нижнее Салахлы). В 1922 году за счёт домов двух селений было создано село Орта-Салахлы (Среднее Салахлы).
Салахлы — древний род, входивший в состав казахских племен заселявших территорию на западе Азербайджана в исторической Казахской провинции.